# Tenggulun (Solokuro)
Tenggulun is een bestuurslaag in het regentschap Lamongan van de provincie Oost-Java, Indonesië. Tenggulun telt 1829 inwoners (volkstelling 2010).